# 帕尼夫齊 (捷爾諾波爾州)
48°34′45″N 26°18′46″E / 48.57917°N 26.31278°E

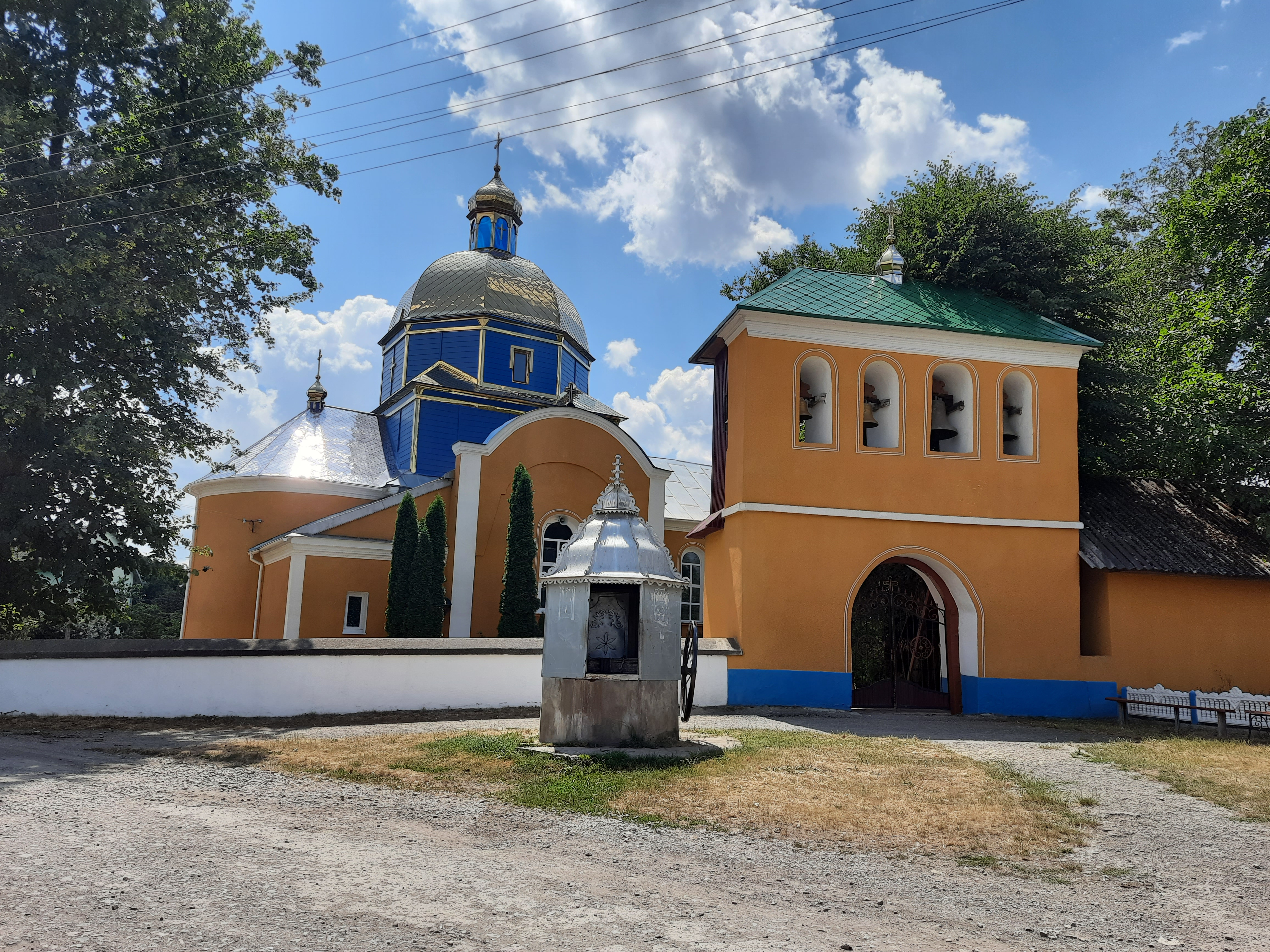
教堂

帕尼夫齊（烏克蘭語：Панівці）是烏克蘭西部特諾皮爾州喬爾特基夫區梅利尼察-波迪利斯卡市镇的村莊，始建於1447年，面積3.48平方公里，海拔高度237米，2001年人口1,354，人口密度每平方公里389.2人。